# Ninette de Valois

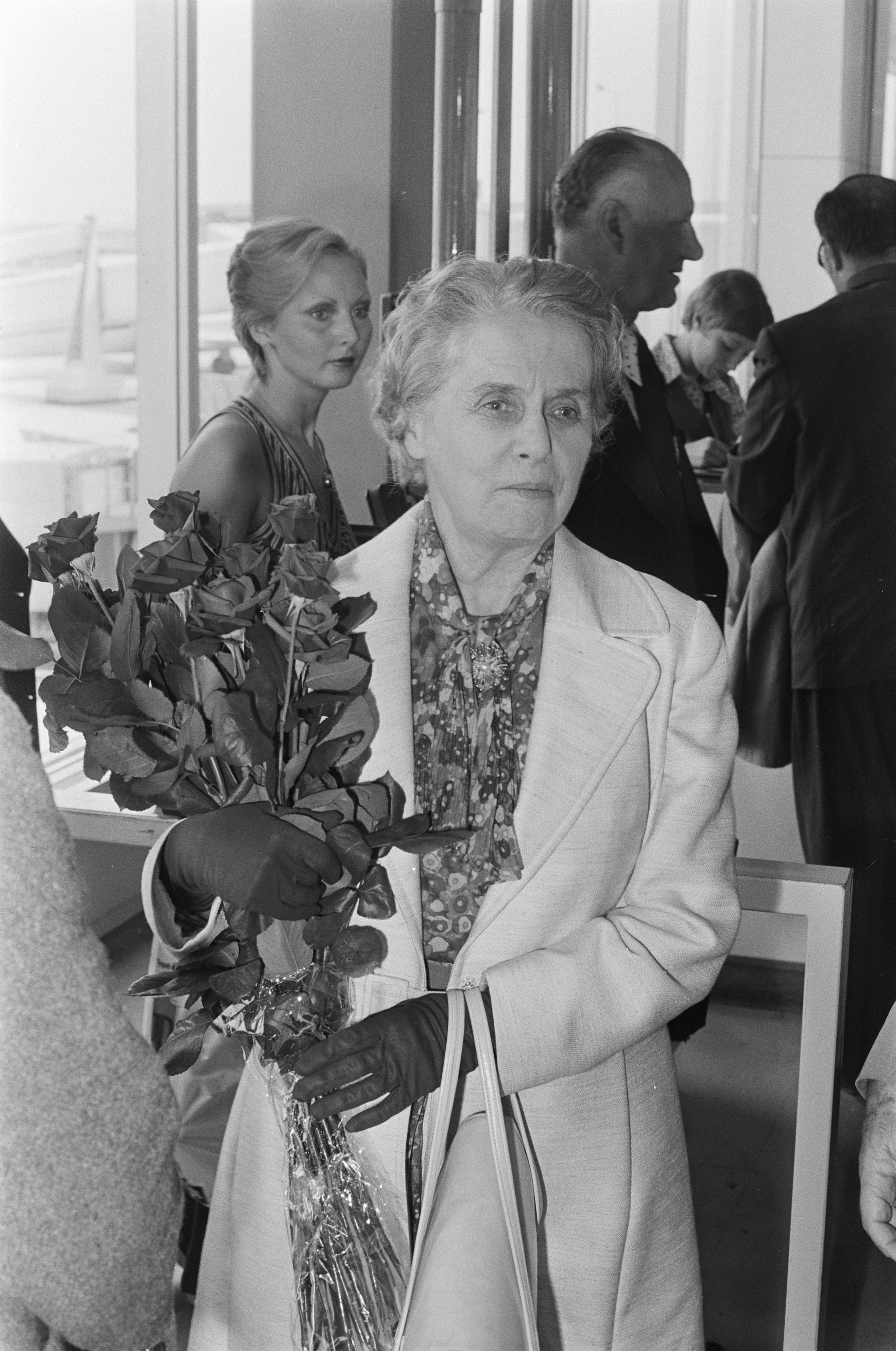
Ninette de Valois (1974)

Dame Ninette de Valois, OM, CH, DBE (* 6. Juni 1898 als Edris Stannus im County Wicklow, Irland; † 8. März 2001 in London), war eine Tänzerin des klassischen Balletts und die Gründerin des Royal Ballet.

## Leben
Edris Stannus begann ihre Ausbildung als 10-Jährige an der Lila Field Academy in London. 1921 änderte sie ihren Namen offiziell in Ninette de Valois. Den ersten Höhepunkt in ihrer Karriere erreichte sie als Tänzerin für Djagilews Ballets Russes, für die sie von 1923 bis 1925 tanzte.
Ein Jahr später beendete sie ihre Karriere als Tänzerin. Sie gründete eine Ballettschule und arbeitete als Choreografin für das Festival Theatre in Cambridge, das Abby Theatre in Dublin und das Vic-Wells Ballet am von Lilian Baylis geleiteten Sadler’s Wells Theatre in London, das 1956 zum Royal Ballet wurde. Sie leitete das Royal Ballet bis 1963.

## Auszeichnungen (Auszug)
- 1950: Mitglied der französischen Ehrenlegion
- 1951: Dame Commander des Order of the British Empire
- 1961: Mitglied der American Academy of Arts and Sciences
- 1974: Erasmuspreis für besondere Verdienste um die europäische Kultur und das europäische Bewusstsein
- 1992: Sonderpreis der Society of West End Theatre

## Bücher
- 1937: Invitation to the Ballet
- 1957: Come Dance with Me